# Rinascerò rinascerai
Rinascerò rinascerai è un singolo dell'artista italiano Roby Facchinetti. 
Scritta durante la pandemia di COVID-19, i cori multipli sono stati registrati il 4 aprile del 2020 e la canzone ufficialmente pubblicata l'8 aprile dello stesso anno, anche se trasmessa in streaming, sul canale YouTube di Facchinetti, il 27 marzo 2020.

## Descrizione
Si tratta di un vero e proprio inno alla forza e di un omaggio che Roby Facchinetti ha voluto fare alla resistenza degli italiani e, più in particolare, degli abitanti di Bergamo (la sua città natale, tra le città italiane più colpite dal Coronavirus) - contro l'emergenza medica rappresentata dal virus (prima citato).
La musica di questa canzone è stata scritta da Facchinetti, mentre il testo è stato scritto da Stefano D'Orazio (un altro ex membro dei Pooh che morirà per le complicazioni del virus il 6 novembre seguente) - e la tonalità che prevale è il sol.
Dopo la canzone, i proventi sono stati interamente devoluti all'ospedale Papa Giovanni XXIII.
Questo brano, inoltre, è stato inserito nel triplo album Inseguendo la mia musica, di cui quindi è il primo singolo.

## Video musicale
Il video musicale è stato trasmesso in streaming sul canale YouTube dell'artista il 27 marzo 2020.
Il video, registrato e pubblicato durante un periodo di quarantena, mostra delle immagini catturate e dei video ripresi da un drone; tali immagini mostrano la desolata città di Bergamo, dopo la grave epidemia che si propagò in Lombardia a inizio 2020, alternate a fotografie di cittadini bergamaschi e di medici e infermieri che svolgono il loro lavoro.
Nel testo, Facchinetti incita i suoi concittadini e connazionali a resistere all'emergenza e di aspettare, perché, presto, sarebbero rinati "più forti di prima".

## Tracce
1. Roby Facchinetti - Rinascerò, Rinascerai – 5:05
2. Roby Facchinetti - Rinascerò rinascerai – 4:16

## Successo commerciale
Nonostante la "località" del singolo, quest'ultimo ha ottenuto un discreto rilievo anche all'estero.
In un'intervista, Roby Facchinetti ha affermato le seguenti parole:
Quando fu trasmessa in streaming, la canzone risultò al primo posto delle classifiche italiane di iTunes e, il 3 aprile del 2020, il video raggiunse oltre 10 milioni di visualizzazioni.

## Classifiche
| Classifica (2020) | Posizione massima |
| ----------------- | ----------------- |
| Italia            | 2                 |